# Dulac
Dulac és una població dels Estats Units a l'estat de Louisiana. Segons el cens del 2000 tenia 2.458 habitants.

## Demografia
Segons el cens del 2000, Dulac tenia 2.458 habitants, 768 habitatges, i 609 famílies. La densitat de població era de 44,3 habitants/km².
Dels 768 habitatges en un 36,6% hi vivien nens de menys de 18 anys, en un 57,9% hi vivien parelles casades, en un 14,2% dones solteres, i en un 20,7% no eren unitats familiars. En el 16% dels habitatges hi vivien persones soles el 7,6% de les quals corresponia a persones de 65 anys o més que vivien soles. El nombre mitjà de persones vivint en cada habitatge era de 3,2 i el nombre mitjà de persones que vivien en cada família era de 3,55.
Per edats la població es repartia de la següent manera: un 31,4% tenia menys de 18 anys, un 10,5% entre 18 i 24, un 25,4% entre 25 i 44, un 22,8% de 45 a 60 i un 9,8% 65 anys o més.
L'edat mediana era de 32 anys. Per cada 100 dones de 18 o més anys hi havia 98,6 homes.
La renda mediana per habitatge era de 22.900 $ i la renda mediana per família de 23.650 $. Els homes tenien una renda mediana de 24.815 $ mentre que les dones 17.045 $. La renda per capita de la població era de 8.785 $. Entorn del 27,8% de les famílies i el 30,9% de la població estaven per davall del llindar de pobresa.

## Poblacions més properes
El següent diagrama mostra les poblacions més properes.